# 参遊亭英遊
参遊亭 英遊（さんゆうてい えいゆう、本名：石倉 英樹（いしくら ひでき）、9月9日 - ）は、埼玉県さいたま市出身の相続を専門とする税理士、公認会計士であり、社会人落語家。専修大学経営学部出身。相続を専門とした石倉公認会計士事務所を主宰している。講演や取材などにおけるマネジメント窓口はYeahGo!(ヤゴー)が担当。
創作落語を演じており、相続専門の税理士であることを生かした落語で相続、落語で防犯、落語で振り込め詐欺対策などの落語などを演じる。

## 略歴
2014年に会計事務所を立ち上げた事をきっかけに、もともとファンだった漫談家の綾小路きみまろに憧れ、話を演じることを学びたいと三代目三遊亭遊三主催の落語教室にて落語を習い始めた。参遊亭英遊の名前で高齢者施設や自治体を中心に落語の講演を始めた。年間の高座数は80を超える。
現在、「笑って・学んで・健康に」をモットーに、相続専門の税理士、公認会計士として業務を行う傍ら、埼玉県近郊を中心に要望があれば北海道から沖縄まで足を運んでいる。「笑い」とともに、必要な情報を必要な方々に届けるために ご高齢の方々に聞いて欲しい、終活を題材にした落語で相続や、詐欺などの対策を内容にした落語で防犯などの創作落語を演じている。
高齢者施設での落語から、大手不動産会社や金融機関などが主催のセミナーにて相続に関する落語とセミナーをあわせた講演も行なっている。
相続専門の税理士であるからこそ、相続において本当に大切なことをわかりやすく笑いと同時に伝えられることが高い評価を得ている。

## 出演

### 新聞
- 【埼玉】＜ひと物語＞「相続落語」で笑いを追求　公認会計士・税理士　石倉英樹さん - ウェイバックマシン（2018年7月30日アーカイブ分） （2018年7月30日）- 東京新聞
- 振り込め詐欺 防止へ　落語で注意喚起　高齢者らに軽妙な語り口で　さいたま・桜環境センター　／埼玉 - 毎日新聞

### テレビ・ラジオ
- 世界イチ贅沢な日常会話〜30分みるだけ新書〜 #7『親が死ぬ前に知っておく事』 （2018年11月24(土) / 25:00~25:30） - ひかりTVチャンネル
- ちょうどいいラジオ（最終水曜 / 8:10頃）[2] - FMヨコハマ ※2022年3月より出演
- 報道ライブ インサイドOUT「落語で解る『初めての相続』＆『オッサンの壁』って何!?」（2022年4月8日(金）/ 21:00~21:54)[3] - BS11

### WEB
- 浦和のコミュニティースペースで「笑って、長生き『相続落語』」（2016年4月27日） - 浦和経済新聞
- ５０代から始める相続税対策（１）うちは課税されるの？（2019年5月6日）- Sankei Biz